# 星野英彦
星野 英彦（ほしの ひでひこ、本名同じ、1966年6月16日 - ）は、日本のミュージシャン。BUCK-TICKでギター、ボーカルを担当。群馬県藤岡市出身。既婚。
1987年9月21日、BUCK-TICKの一員としてメジャー・デビュー。 デビュー初期の頃は「HIDE」と表記されていた。愛称は「ヒデ」。
身長179cm。血液型はA型。
2007年4月にソロ作品を「dropz（ドロップス）」名義でリリース。

## 経歴
- 1984年、同校の櫻井敦司、今井寿、樋口豊、アラキと共にBUCK-TICKの前身バンドである「非難GO-GO」を結成。翌年、バンド名を「BUCK-TICK」に改名。
- 1987年9月21日、InvitationよりBUCK-TICKのギタリストとしてメジャーデビュー。
- 1989年4月21日、今井寿がLSD使用による麻薬取締法（現「麻薬及び向精神薬取締法」）違反で逮捕されたことを受け、バンドメンバー全員で半年間の謹慎期間としメディア出演を一切絶つ。同年12月29日、東京ドームにて行われたライブ『バクチク現象』で活動再開。
- 1991年10月21日、オムニバスアルバム 『DANCE 2 NOISE 001』に自身が作詞・作曲・編曲・ボーカルも担当した「Jarring Voice」を「星野英彦」名義で収録。実質上初のソロ楽曲である。
- 2006年6月、公式ウェブサイトにて結婚を報告。
- 2007年4月、ボーカルにケリー・アリを、マニピュレーターにCUBE JUICEを迎え、dropz名義でソロアルバムをリリース。

## 人物

### バンドでの役割
- BUCK-TICKにおいては主にリズムギターを担当。アルバム1作品につき2、3曲程度作曲する。インタビュー等での発言によれば基本的にはマイペースに作曲しているようであるが、「幻想の花」のように「どうしてもシングルで出したい」と主張した楽曲も存在する。
  - 曲数こそ今井より圧倒的に少ないもののファン投票で上位にランクインする楽曲も多く、ファンクラブ会報誌「FISH TANK」で行われた第1回アンケートでは好きな曲第1位に「JUPITER」が選ばれ（第二位は「さくら」）、『CATALOGUE 2005』リリースに際しHMVが行ったファン投票では「ミウ」が1位を[1][2]、またファンクラブ会報誌でのB面曲投票でも「ナルシス」が1位をそれぞれ獲得している。
  - 櫻井敦司在籍時にも作詞も担当したことがある（『悪の華』の「PLEASURE LAND」）。『Mona Lisa OVERDRIVE』の「BLACK CHERRY」も櫻井敦司と星野の共作となっているが、星野が考えたのはサビの「BLACK CHERRY」というフレーズのみである。
  - 自作曲のレコーディング時はこだわりが強く、具体的な要求をしてくるケースが多いとのことである。ヤガミトールは「昔からヒデの方がこだわりが強い。本人のイメージとちょっと違うとチェックが入る（笑）。今井は面白かったらアリだから」と語っている。[3]
- 1992年ごろよりキーボードを習い始め、一時期ライブでもキーボードを演奏していた。近年は曲作りやレコーディングでこそ使用するものの、「ステージ上で演奏することは二度とない」と語っている。[4]4人体制になった後のライブでは、今井とともにキーボードを演奏している。
- ギターとキーボード以外にもオールマイティに様々な楽器を演奏する。
- BUCK-TICK内で一番最初にオリジナル曲を作曲した。タイトルは「ソルジャー」[5]。後に「フリークス」と改名したが、メンバーからは「どんよりとした暗い曲だ」「マイナーすぎる」と不評だったため、お蔵入りとなり音源化もされていない[6]。本人いわくミディアムでマイナーコードな8ビートの楽曲だったという。
- デビュー当初は「やさしさ自然体」というキャッチコピーを付けられていた。雑誌のインタビュー記事でも無口で穏やかな雰囲気であることを記されることが多い。
  - 櫻井敦司曰く「バンドのオアシス」。デビュー当時の「メンバーを植物に例えると？」というインタビューでは「盆栽」とコメントされていた[6]。また1980年代はメンバー内で最も顔が老けていると言われ、他メンバーから「（メンバーの10年後について）ヒデだけいいジジイ」などと度々ネタにされていた[6]。

### 生い立ち
- 3人兄妹の次男であり、5歳上の兄と4歳下の妹がいる[6]。実家はかつて鮮魚を中心とした食料品店を営んでいた。非難GO-GOの初ライブは、当時東京理科大学に通っていた兄の白衣にペイント等を施した衣装で出演した。兄は現在ローランドにて開発の仕事に携わっている[7]。
  - 従姉妹は、通っていた文化女子大学の学園祭にBUCK-TICKを出演させるブッキングをしたり、「FULL VOLUME」というバンド初のファンクラブを立ち上げ会報も作成するなど、インディーズ時代のBUCK-TICKの活動をサポートしていた[7]。
- 幼少時代から背が高く、整列するとだいたい一番後ろだったという[6]。
- 物心がついた頃より左耳の聴力障害を患っており、現在に至るまでまったく聴こえないという状態である。そのため、ステレオの感覚がよく分からないと語っている。しかし音楽活動をする上での支障はほとんどなく、むしろ日常生活の方がストレスを感じる機会が多いという[7]。
- 群馬県立藤岡高等学校出身。小・中・高とサッカー部に所属。中学3年時にはゴールキーパーとして群馬県の中学選抜チームに抜擢されるほどの腕前だった[7]。現在の趣味はスノーボードであったり、GLAYのTERUが主催するフットサルチームでプレイするなど[8]スポーツマンな一面もある。
- 高校2年時にクラスメートだった樋口豊に誘われたのがきっかけで、今井の実家に出入りするようになる。すでに今井がバンド結成を志した直後のことであり、当初のメンバーでは最後の加入となった。身長が高くルックスも良かったことから、当初樋口は星野をボーカリストに置こうと推していた[7]。
  - しかし今井と櫻井、そして星野本人も「（樋口はバンド内で）自分1人だけ年下というのが嫌だったんだろう」と推測している。[7][9]
- 人生最初のギターはグレコのストラトキャスター[6]。当時ヤガミトールが組んでいたバンド「S.P」のギタリスト[10]から2万円で譲り受けた物で、彼からギターも教わった。当初はギターケースを持っていなかったため、毎回紙袋に入れてネックがはみ出た状態で持ち歩いていた[7]。
- 実家が食料品店だったことから、高校卒業後は池袋にある調理師の専門学校入学を名目に上京。下板橋に下宿し、バンド活動と並行して調理師免許を取得し、留年せずに卒業している[7][注 1]。料理に関してはBUCK-TICKメンバーでキャンプに行った際、料理長に抜擢されるほどの腕前である[4]。

### 私生活
- 上述の通り、2006年に結婚を発表。妻は長年呑み友達だった女性とのこと。長男は妻の連れ子で、彼が3歳の時に一緒に暮らすことになったという。2024年現在、2男1女の父。長男、次男、長女という家族構成はかつて星野自身が育った環境と同じである[8]。
- かつて「じゅぴ太」という名のトイプードルを飼っていた[注 2]。「じゅぴ太」は西田武生のファッションショーにモデルのジュディと出演したことがあり、ファンクラブの会報にも写真が掲載されていた。また「銀次」という犬を飼っていた時期もある。2022年現在も2匹の犬を飼っている[8]。

### その他
- 2004年にBUCK-TICKの各メンバーがソロ活動を行う中、1人だけ表立った活動がなかった。これは何もしていなかったわけではなく、当時から共演を考えていたケリー・アリ側のスケジュールの都合や、自身のマイペースな性格から。またこの年以前から『音楽と人』の単独インタビューにて「BUCK-TICKとは別に、ある女性ボーカルを想定した楽曲を制作している」と明言していた。2006年に同誌の単独インタビューでその女性ボーカルがケリー・アリであることを明かし、同時に彼女とのレコーディングが実現した旨を語った[11]。
- BUCK-TICKの他メンバー同様愛酒家であり、芋焼酎やワインを好みとして挙げている。一方で日本酒は苦手だという。
- 1994年7月14日、竹芝ニューピアホールで行われた「STOP THE AIDS」の企画ファッションショーにジャン＝ポール・ゴルチエのモデルとして出演したことがある。1着目はかなり丈の長いしっかりした大きめのテーラードジャケットにシャツ、ゆったりパンツを着用した。2着目はモノトーンの重ね着で民族衣装を思わせるものを着用した[12]。
- かつては喫煙者で2000年代にはマルボロのメンソールを吸っていたが、2005年頃より禁煙を始め、2006年に卒煙している。
- 『音楽と人』の毎年7月号（6月発売）に単独インタビューを掲載されるのが恒例となっている。

## 音楽性
- 自作曲は総じてメロディアスで叙情的な傾向が強く、自身がアコースティックギターでバッキングを担うものも多い。
- バーニー製のオリジナルギターをメインのひとつとして使用している他、フェルナンデス製の通称「クワガタ」と呼ばれるオリジナルモデルも存在する。フェルナンデスとはエンドース契約を結んでいる。
- BUCK-TICK結成を機にギターを始めたということもあり、特に憧れたギタリストはいないと述べている。
- 自身の音楽ルーツとしてビートルズ、キッス、クイーン、YMO、オリビア・ニュートン・ジョンなど兄の部屋で流れていた洋楽と、今井の部屋で聴いたパンクやニュー・ウェイヴを挙げている[7]。
- 『狂った太陽』の時期には12弦ギターやトレモロアーム、イーボウを使用したり、『darker than darkness -style 93-』ではキーボードを演奏するなどバンドの音楽性を広げることにも貢献している。[13]
- 今井寿との対比として「今井が「奇」のギタリストなら、星野は「聖」のギタリスト」と評されている[誰によって?]。
- 初めて買ったレコードはピンク・レディーの「ペッパー警部」とジューシィ・フルーツの「ジェニーはご機嫌ななめ」。

## エピソード
- 2003年のツアー『Tour Here we go again!』のZepp Sendai公演において、「極東より愛を込めて」を演奏中にステージから落下したという珍エピソードがある[14]。ステージに戻った直後の星野は、樋口をして「今までに見たことのない顔」をしていたという[4]。本人も公式サイト上にて忘れがたい思い出と語っている[15]。
  - 後に2007年のツアー『PARADE』同会場公演ではアンコールでわざとステージから飛び降り、オーディエンスを大いに沸かせた。
- 1989年に今井がLSD使用により逮捕された際、新聞に誤って星野の写真が掲載されてしまった。
- 上京した当初、今井に自宅のアパートを毎日のように荒らされ、用便をわざと流されなかったり、風呂の浴槽に味噌汁を作られたりしたなどの逸話がある。
  - 今井と同居していた時期には、今井が熟睡していたため家に入れず、玄関の外で夜明かしするはめになったというエピソードもある。
- ツアー中、他メンバーよりも後からホテルに到着することになった際、「壁」という名前で予約されてしまったことがある。フロントで「壁です」と告げる星野をメンバーたちは物陰から笑って見ていたという。[4]

## 作品
BUCK-TICK、dropzでの活動については該当する欄を参照。

### 他作品へ参加
- オムニバス アルバム 『DANCE 2 NOISE 001』（1991年10月21日）
「星野英彦」名義で参加。「Jarring Voice」を作詞・作曲・編曲し、ボーカルも担当した。事実上のソロ曲といえる。
- ISSAY アルバム『FLOWER』（1994年9月21日）
「恋のハレルヤ」、「朝まで待てない」、「シーサイドバウンド」の3曲にギターで参加。
- FAKE? アルバム『MARILYN IS A BUBBLE』 （2006年11月22日）
「TURTLEDOVE(introducing THE GLOW ROOM)」にギターで参加。
- 栗山千明 アルバム『CIRCUS』（2011年3月16日）
「深海」に作曲、編曲、プロデュース、ギターで参加。櫻井敦司も作詞で参加している。
- NEWS アルバム『NEWS EXPO』（2023年8月9日）
「We are Team NEWS」に作曲で参加。

### CMソング
- 株式会社エンパシ [EMPATHY] （2016年）
同社のCM楽曲を担当。